# Monumento a Colón

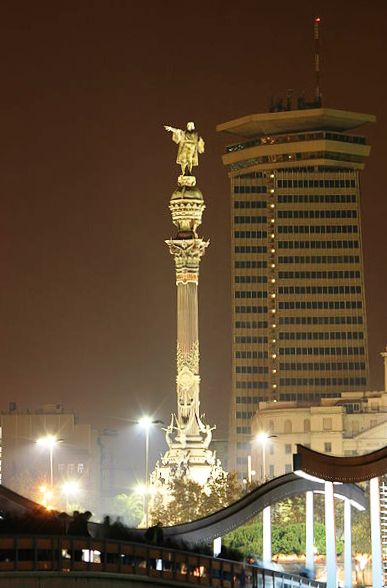
A estátua de Cristóvão Colombo, no alto do monumento de 60 metros

O Monumento a Colombo (em catalão, Monument a Colom) é uma das mais famosas estátuas da cidade de Barcelona, na Espanha. Foi construída em homenagem ao descobridor Cristóvão Colombo. Está erguida na praça do Portal da Paz (Portal de la Pau), ponto de união entre o sul da Rambla e o Passeio de Colombo (Passeig de Colón), em frente ao Porto de Barcelona.
O monumento foi construído como ponto culminante das obras de melhora do litoral de Barcelona, feitas na época da Exposição Universal de Barcelona de 1888. Inaugurado em 1 de junho de 1888, em plena exposição, converteu-se em seguida em um dos ícones mais característicos da cidade.
A estátua de Colombo está situada no alto de uma coluna de ferro. O monumento foi concebido por Gaietà Buïgas, e a estátua, de sete metros de altura, é obra do escultor Rafael Atché. O conjunto mede uma total de 60 metros de altura.
A estátua representa Colombo com o braço direito estendido e o dedo indicador apontado até o mar. Inicialmente foi dito que apontava para a América, mas esta afirmação criou polêmica já que a América está situada no sentido contrário para onde o dedo aponta. Surgiram então três correntes de opinião: a primeira, segundo a qual a estátua deve ser entendida como uma metáfora, afirma que a intenção de seu autor era que Colombo apontasse para a América, mas que o público não entenderia o dedo apontado para o lado contrário do mar, neste caso apontado para a la Rambla, ou seja, terra adentro, e por isso instalou a estátua apontando para o mar. A segunda opinião, muito similar à primeira, afirma que a estátua não aponta para a América, mas o caminho para a América pelo mar, que é a rota que fez Colombo partindo do porto de Palos de la Frontera (Huelva). E a terceira opinião é que a estátua não aponta a rota para a América mas sim para Gênova, cidade natal de Colombo, e que está em linha reta seguindo a direção que marca o dedo. 
No interior da coluna, existe um elevador que permite subir até a semiesfera situada sob os pés da estátua, de onde pode se observar a cidade.
O grande incentivador da construção do monumento foi o prefeito de Barcelona Francesc Rius i Taulet. O financiamento do monumento causou uma grande polêmica na época. No início, foi pedido a doação particular, mas a Prefeitura de Barcelona (Ajuntament de Barcelona) teve que financiar os gastos já que o dinheiro doado foi insuficiente, e o orçamento inicial foi amplamente superado.

## Galeria

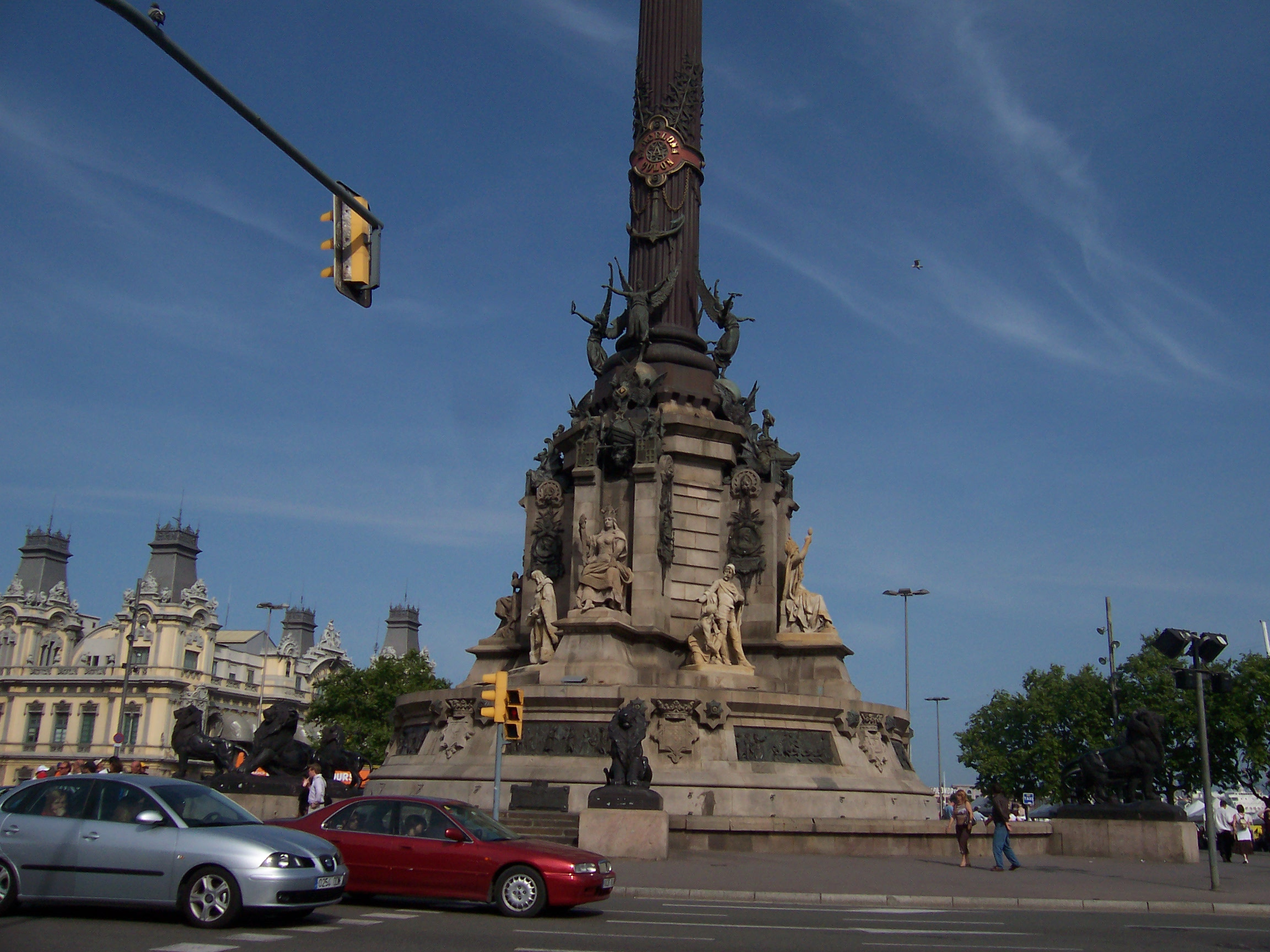
A base do monumento
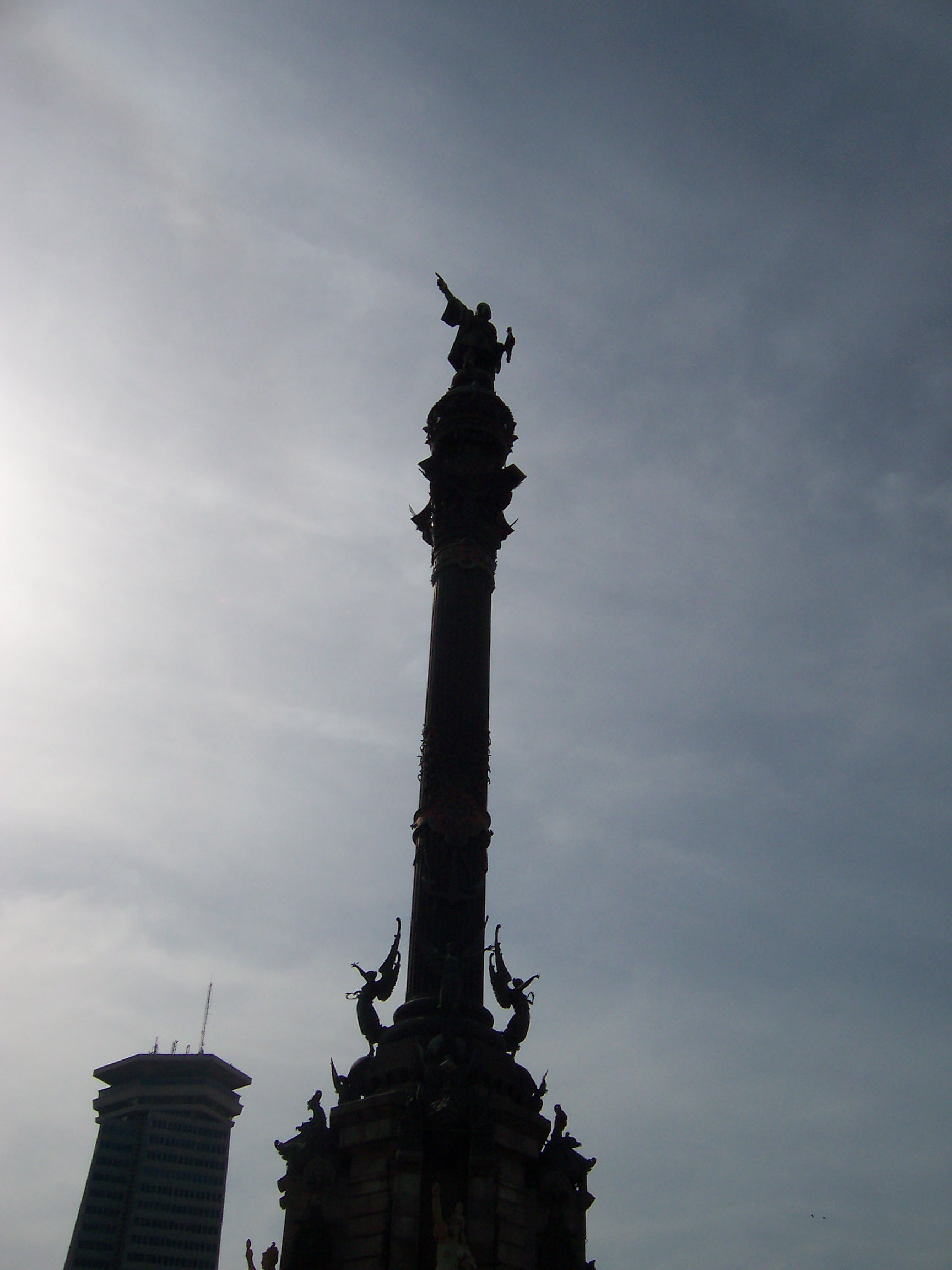
A estátua no alto do monumento
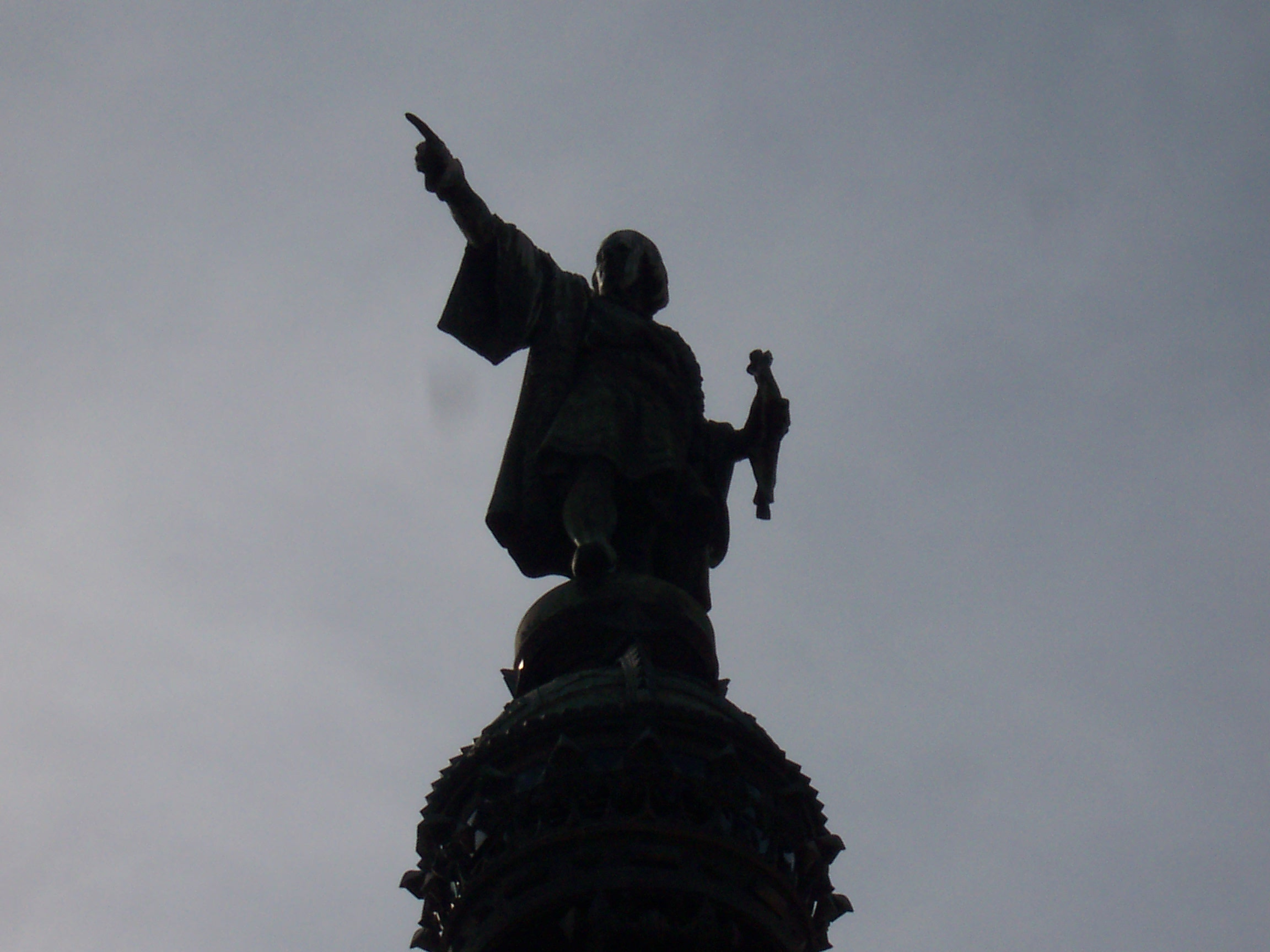
A Estátua de Cristovão Colombo